# أبو سعيد بن الأعرابي
أبو سعيد بن الْأَعرَابِي، واسْمه أَحْمد بن مُحَمَّد بن زِيَاد بن بشر بن أَحْمد بن يحيى بن دِرْهَم بن عبد الله الْعَنزي، أحد علماء أهل السنة والجماعة ومن أعلام التصوف السني في القرن الرابع الهجري، قال عنه أبو عبد الرحمن السلمي بأنّه: «كانَ فِي وقته شيخ الْحرم»، ووصفه الذهبي بأنّه: «الإمام المحدّث القدوة الصدوق الحافظ شيخ الإسلام». وُلد سنة 246 هـ، وأصله من البصرة في العراق، وسكن مكة المكرمة، صنّف في علوم التصوف الكتب الكثيرة، وكان من المؤرخين ومن رواة الحديث النبوي ومن أصحاب السند العالي فيه، وكان ثقة.
صحب أبا القاسم الجنيد، وعمرو بن عثمان المكي، وأبا الحُسين النّوري، وحسناً المسوحي، وأبا جعفر الحفّار، وأبا الفتح الحمال، قال أبو عبد الرحمن السلمي: «وَكَانَ من جلة مشايخهم وعلمائهم». تُوفي في مكة المكرمة في شهر ذي القعدة سنة 340 هـ وعمره 64 سنة.

## من روى عنهم ورووا عنه
سمع الحديث من الحسن بن محمد بن الصباح الزعفراني، وعبد الله بن أيوب المخرمي، وسعدان بن نصر، ومحمد بن عبد الملك الدقيقي، وأبا جعفر محمد بن عبيد الله المنادي، وعباسا الترقفي، وعباس بن محمد الدوري، وإبراهيم بن عبد الله العبسي، وغيرهم.
وروى عنه أبو عبد الله بن خفيف، وأبو بكر بن المقرئ، وأبو عبد الله بن منده، والقاضي أبو عبد الله بن مفرج، وعبد الله بن يوسف الأصبهاني، ومحمد بن أحمد بن جميع الصيداوي، وعبد الله بن محمد الدمشقي القطان، وصدقة بن الدلم، وعبد الرحمن بن عمر بن النحاس، وعبد الوهّاب بن منير المصريان، ومحمد بن عبد الملك بن ضيفون شيخ أبي عمر بن عبد البر، وأبو الفتح محمد بن إبراهيم الطرسوسي وعدد كثير من الحجاج والمجاورين.

## مؤلفاته
له العديد من الكتب، منها:
- المعجم، في أسماء شيوخه.
- طبقات النساك.
- تاريخ البصرة.
- الاختصاص، في ذكر الفقر والغنى.
- الإخلاص ومعاني علم الباطن.
- العمر والشيب.
- معاني الزهد وأقوال الناس فيه وصفة الزاهدين.
- المواعظ والفوائد.

## من أقواله
- إِن الله تَعَالَى طيب الدُّنْيَا للعارفين بِالْخرُوجِ مِنْهَا وَطيب الْجنَّة لأَهْلهَا بالخلود فِيهَا فَلَو قيل للعارف إِنَّك تبقى فِي الدُّنْيَا لمات كمدا وَلَو قيل لأهل الْجنَّة إِنَّكُم تخرجُونَ مِنْهَا لماتوا كمدا فطابت الدُّنْيَا بِذكر الْخُرُوج مِنْهَا وَطَابَتْ الْجنَّة بِذكر الخلود فِيهَا.[4]
- إِن الله تَعَالَى خلق ابْن آدم من الْغَفْلَة وَركب فِيهِ الشَّهْوَة وَالنِّسْيَان فَهُوَ كُله غَفلَة إِلَّا أَن يرحم الله عبدا فينبهه وَأقرب النَّاس إِلَى التَّوْفِيق من عرف نَفسه بِالْعَجزِ والذل والضعف وَقلة الْحِيلَة مَعَ التَّوَاضُع لله وَقل من ادّعى فِي أمره قُوَّة إِلَّا خذل ووكل إِلَى قوته.[4]